# Potenzgesetz nach Hellmann
Mit Hilfe des Potenzgesetzes nach Hellmann lässt sich die Windgeschwindigkeit in jeder beliebigen Höhe näherungsweise aufgrund einer gemessene Windgeschwindigkeit in einer bestimmten Höhe bestimmen. Benannt ist sie nach dem Deutschen Gustav Hellmann (1854–1939).

## Definition
{\displaystyle {\overline {v}}_{2}=v_{1}\cdot \left({\frac {h_{2}}{h_{1}}}\right)^{\alpha }}
{\displaystyle h_{1}\!\,=} Höhe 1

{\displaystyle h_{2}\!\,=} Höhe 2

{\displaystyle v_{1}\!\,=} Windgeschwindigkeit in Höhe 1

{\displaystyle {\overline {v}}_{2}\!\,=} mittlere Windgeschwindigkeit in Höhe 2

{\displaystyle \alpha \!\,=} Höhenwindexponent (bei gewöhnlichen Bedingungen = 0,14)